# Chad Carvin
Chad Carvin (n. 13 aprilie 1974, Laguna Hills⁠(d), California, SUA) este un înotător ce a reprezentat Statele Unite ale Americii, medaliat olimpic. A participat la o ediție a Jocurilor Olimpice (2000) în care a câștigat două medalii de argint.